# Róbert Vittek
Róbert Vittek (Bratislava, 1 april 1982) is een Slowaaks betaald voetballer die bij voorkeur uitkomt als centrumspits. Hij speelt sinds februari 2017 voor Slovan Bratislava.

## Clubcarrière
Vittek begon met voetballen bij Slovan Bratislava, waar hij in 1999 doorstroomde naar de hoofdmacht. In zijn eerste seizoen speelde hij veertien wedstrijden voor Bratislava, de seizoenen erop telkens 27 wedstrijden of meer. In totaal speelde Vittek 101 wedstrijden voor Slovan Bratislava en scoorde daarin 47 keer. In het seizoen 2003/2004 werd hij overgenomen door 1.FC Nürnberg.
Toen Vittek bij 1.FC Nürnberg begon, speelde de club in de 2. Bundesliga. Hij promoveerde niettemin naar het hoogste niveau met de club en bleef daarop met zijn ploegmakkers actief. In het seizoen 2005/2006 scoorde hij in de eerste zeventien wedstrijden niet voor Nürnberg. In de daaropvolgende zestien partijen maakte hij zestien doelpunten. Bij FC Nürnberg speelde Vittek samen met onder anderen Gerald Sibon en Tomáš Galásek. Hij speelde tot 2008 bij de Zuid-Duitsers. Daarna vertrok hij naar OSC Lille, dat hem in eerste instantie verhuurde en in juni 2010 verkocht aan  Ankaragücü MKE.
Hij tekende in juni 2010 een tweejarig contract bij Ankaragücü, waarvoor hij op dat moment al op huurbasis speelde. De club betaalde OSC Lille omstreeks twee miljoen euro voor hem.
Op 1 september 2011 tekende hij een tweejarig contract bij het Turkse Trabzonspor. Op 31 januari 2013 trok hij naar Istanbul Büyükşehir Belediyespor. In de zomer van 2013 keerde hij terug bij Slovan Bratislava. Na afloop van zijn contract, medio 2016, kon hij daar trainer worden maar hij koos ervoor om nog een jaar bij het Hongaarse Debreceni VSC te gaan spelen. Vittek verliet die club in december van dat jaar. In februari 2017 maakte hij zijn rentree bij Slovan Bratislava.

## Interlandcarrière
Onder leiding van bondscoach Jozef Adamec maakte Vittek zijn debuut voor Slowakije op dinsdag 29 mei 2001 in de vriendschappelijke uitwedstrijd tegen Duitsland, die met 2-0 werd verloren. Hij viel in dat duel in de rust in voor Szilárd Németh. Vittek vormde jarenlang met Marek Mintál de aanvalslinie van de Slowaken. In 2010 maakte hij deel uit van de Slowaakse selectie voor het Wereldkampioenschap voetbal in Zuid-Afrika. Op 15 juni maakte hij tegen Nieuw-Zeeland het eerste Slowaakse doelpunt ooit op een WK (eindstand 1-1). Op 24 juni 2010 scoorde Vittek in de derde poulewedstrijd tegen Italië de 1-0 en de 2-0 (eindstand 3-2 winst). In deze achtste finale nam Slowakije het op 28 juni 2010 op tegen het Nederlands elftal van bondscoach Bert van Marwijk. Nederland won met 2-1. Vittek scoorde in de blessuretijd van de tweede helft uit een strafschop zijn vierde doelpunt van het WK.

## Erelijst
1. FC Nürnberg
- Slowaaks voetballer van het jaar

2006
- Tweede Bundesliga

2004
- DFB-Pokal

2007
 Slovan Bratislava
- Corgoň liga

2014